# Tilde Michels
Tilde Michels (* 3. Februar 1920 in Frankfurt am Main; † 24. Oktober 2012, Geburtsname Tilde Semler) war eine deutsche Schriftstellerin und Übersetzerin.

## Leben
Tilde Michels wuchs auf in Frankfurt am Main. Nach dem Abitur absolvierte sie ein Fremdsprachenstudium in Hamburg und München, das sie 1940 mit dem Übersetzerexamen abschloss. Anschließend wirkte sie als Fremdsprachenkorrespondentin in Frankfurt am Main und Paris. Später lebte sie als freie Schriftstellerin und Übersetzerin in München.
Tilde Michels verfasste seit den Sechzigerjahren Kinderbücher, Hörspiele und Fernsehspiele. Besonders erfolgreich waren ihre Bücher „Kleiner König Kalle Wirsch“ (das auch in einer Fernsehversion als Marionettenspiel der Augsburger Puppenkiste gesendet wurde) und das Bilderbuch „Es klopft bei Wanja in der Nacht“. Daneben übersetzte Michels Kinderbücher aus dem Englischen und Französischen ins Deutsche.
Tilde Michels erhielt u. a. folgende Auszeichnungen: 1986 den Gustav-Heinemann-Friedenspreis, 1992 den Zürcher Kinderbuchpreis sowie 2001 einen Ehrenpreis des Schwabinger Kunstpreises.
Tilde Michels starb am 24. Oktober 2012 im Alter von 92 Jahren.

## Werke
- Karlines Ente, München 1960 (zusammen mit Lilo Fromm)
- Mit Herrn Lämmlein ist was los, München 1961
- Ohne Mumba geht es nicht, München 1961 (zusammen mit Lilo Fromm)
- Ein Zirkuspferd für Isabell, München 1964 (zusammen mit Herbert Lentz)
- Die Jagd nach dem Zauberglas, Düsseldorf 1966
- Die Storchenmühle, Freiburg [u. a.] 1966 (zusammen mit Herbert Lentz)
- Versteck in den Bergen, Düsseldorf 1966
- Die Jonaskinder, Düsseldorf 1967
- Neun Zahlen suchen die Null, Düsseldorf 1967 (zusammen mit Ruth Gilbert)
- Ferien mit den Jonaskindern, Düsseldorf 1968
- Pitt auf der Rakete, München 1968
- Kleiner König Kalle Wirsch, Düsseldorf 1969
- Ein Traum, ein Traum, München 1970 (zusammen mit Maria Girbardt)
- Anja unterm Regenbogen, München 1971
- Von zwei bis vier auf Sumatra, Düsseldorf 1971
- Ich und der Garraga, Düsseldorf 1972
- Das alles ist Weihnachten, München 1974
- Sieben suchen sieben Sachen, München 1974 (zusammen mit Bettina von Hayek)
- Xandi und das Ungeheuer, München 1974 (zusammen mit Johannes Gerber, Illustrationen von Amrei Fechner)
- Gespenster zu kaufen gesucht, Oldenburg [u. a.] 1975
- Kalle Wirsch und die wilden Utze, Düsseldorf 1975
- Die Sonne, der Wind und der Mann im roten Mantel, Oldenburg [u. a.] 1976 (zusammen mit Jürgen Wulff)
- Gockelhahn und Wasserhahn – wer fängt hier wohl zu krähen an?, München 1977 (zusammen mit Maria Enrica Agostinelli)
- Gerris Freunde als Detektive, Menden/Sauerland 1980
- Gustav Bär erzählt Gute-Nacht-Geschichten, Zürich [u. a.] 1980
- Als Gustav Bär klein war, Zürich [u. a.] 1981
- Frühlingszeit, Osterzeit, München 1983
- Gustav Bär auf Wanderschaft, Zürich [u. a.] 1983
- Herr Zwickel greift ein, Menden/Sauerland 1983
- Geschwistergeschichten, München 1984
- Hilferuf von Galamax, Bayreuth 1984
- Ich wünsch mir einen Zauberhut, Freiburg im Breisgau [u. a.] 1984
- So war der Ritter Eisenkorn, Hamburg 1984
- Es klopft bei Wanja in der Nacht, München 1985 (zusammen mit Reinhard Michl)
- Halim von der fernen Insel, Recklinghausen 1986
- Kleine Hasen werden groß, Zürich [u. a.] 1986
- Der rote Handschuh, München 1986 (zusammen mit Winfried Opgenoorth)
- Am Froschweiher, München 1987 (zusammen mit Reinhard Michl)
- Igel, komm, ich nehm dich mit, München 1987 (zusammen mit Sara Ball)
- Die Königin von Pukuluk, Freiburg im Breisgau [u. a.] 1987
- Freundschaft für immer und ewig?, Zürich [u. a.] 1989
- Ich schenk dir einen Riesenschirm, Aarau [u. a.] 1990 (zusammen mit Bernhard Oberdieck)
- Knusper, knusper Mäuschen, München 1990 (zusammen mit Bernhard Oberdieck)
- Unser Gustav Bär, Würzburg 1990
- Was für ein schöner Tag!, München 1990 (zusammen mit Thomas Müller)
- Lena vom Wolfsgraben, Zürich [u. a.] 1991
- Die Schwanenjungfrau, München 1991 (zusammen mit Lilo Fromm)
- Gustav Bär geht in die Schule, Würzburg 1992
- Wie der Große Bär an den Himmel kam, München 1992 (zusammen mit Gisela Klein)
- Auch Mäuse mögen Weihnachtsplätzchen, München 1993 (zusammen mit Anette Bley)
- Ausgerechnet Pommes, Zürich [u. a.] 1994
- Der heimliche Hund, München 1994
- Hühner-Hasen-Eierkrach, München 1994 (zusammen mit Reinhard Michl)
- Sei mein Freund und friß mich nicht, München 1995 (zusammen mit Reinhard Michl)
- Abenteuer mit Gustav Bär, Würzburg 1996
- Die Kellermaus, München 1996
- Abenteuerferien mit Mario, Zürich [u. a.] 1997
- Weihnachtszeit voller Geheimnisse, München 1997 (zusammen mit Ingrid Kellner)
- Bleib bei mir, Coco Ming!, Würzburg 1999
- Das Falkenschloss, Zürich 2002
- Im Frühling und zur Osterzeit, Würzburg 2002
- Im Winter und zur Weihnachtszeit, Würzburg 2002
- Patricks Papagei, München 2003
- Luna und der kleine Kater, Freiburg, Br. [u. a.] 2008

## Herausgeberschaft
- Treffpunkt Bücherei, München 1978

## Übersetzungen
- John Allin: Hereinspaziert, München 1982
- Edward Ardizzone: Jonny der Uhrmacher, München 1961
- José Aruego: Tom, der Frühaufsteher, Oldenburg [u. a.] 1974
- Jean-Baptiste Baronian: Du wirst König, basta!, München 1996
- Yves Beauchemin: Andi und Albertine, München 1995
- Claude Boujon: Der feine Arthur, Frankfurt am Main 1995
- Claude Boujon: Karni und Nickel oder Der große Krach, München 1991
- Claude Boujon: Nickel, der mit dem Fuchs tanzt, München 1994
- Eric Carle: Nur ein kleines Samenkorn, München 1984
- Eric Carle: Theobald der Brezelbäcker, München 1985
- Eric Carle: Wenn die Bärenkinder groß sind, Oldenburg [u. a.] 1973
- Margaret Clark: Löwe, Hase & Co., München 1991
- Roy Gerrard: Rosie und die Cowboys, München 1989
- Roy Gerrard: Sir Conrad, München 1984
- Roy Gerrard: Sir Conrad und die Räuber, München 1987
- Anne-Lise Grobéty: Ricos Zaubergarten, München 1972
- Annemie Heymans: Das verhexte Federkissen, München 1976
- Steven Kellog: Martin wünscht sich einen Freund, Oldenburg [u. a.] 1973
- Robert Kraus: Was ist nur mit Leo los?, Oldenburg [u. a.] 1974
- Arnold Lobel: Dicke Freunde, München 1995
- Arnold Lobel: Ende gut, alles gut, München 1996
- Arnold Lobel: Der Liebesbrief, München 1996
- Arnold Lobel: Unzertrennlich, München 1996
- Emanuele Luzzati: Ali Baba und die vierzig Räuber, München 1969
- Annie Politzer: Abenteuer mit dem Schwarzen Büffel, Oldenburg [u. a.] 1978
- Iris Schweitzer: Ein Traumplatz unterm Ornokbaum, Würzburg 1988
- Truus: Tipp und Tapp – auf und ab, Hamburg 1999
- Tomi Ungerer: Die drei Räuber, Zürich 1983